# Raimundinho Andrade
Raimundo Nonato Andrade (Campo Maior, 7 de setembro de 1922 – Teresina, 16 de janeiro de 1999), mais conhecido como Professor Raimundinho Andrade, foi educador e gestor público, tendo sido Prefeito e Vice-Prefeito de Campo Maior, no Piauí. 

## Formação acadêmica
Estudou o curso primário no Grupo Escolar Valdivino Tito, em Campo Maior. Cursou o ginásio e o segundo grau na mesma cidade, no Ginásio Santo Antônio, onde depois foi professor e diretor. Diplomou-se em Licenciatura Plena em Matemática, possuía cursos livres de formação em Desenho e CADES, em estudos realizados fora do Estado do Piauí, além de diversos aperfeiçoamentos.

## Gestão municipal
Assumiu o cargo de Prefeito Municipal de Campo Maior, eleito pela ARENA 2, para o período de 1967 a 1971. 
Sua administração cuidou do aspecto urbano da cidade, com a pavimentação de vias públicas e a arborização e o embelezamento de praças. Suas principais obras foram a reconstrução da Praça Bona Primo, da Avenida Demerval Lobão e a avenida de contorno do Açude Grande de Campo Maior.  
Também cuidou do saneamento básico, com a construção de mais de dois quilômetros de esgotos, e da instalação da rede elétrica da Cepisa, em substituição aos geradores movidos a óleo. Instalou a iluminação em quatro povoados e instalou lavanderias, chafarizes e televisores públicos em bairros e povoados. 
Concentrou os maiores esforços de sua gestão na área educacional, destacando-se os seguintes feitos: 
- Criou o Ginásio Orientado para o Trabalho - GOT, uma escola profissional de nível secundário, em projeto conjunto com Monsenhor Mateus Cortez Rufino e Dom Avelar Brandão Vilela;
- Na zona urbana, criou outras 3 escolas, em convênios firmados com o governo do Estado: o Ginásio Estadual e os Grupos Escolares Marion Saraiva e Petrônio Portella; além disso, ampliou os Grupos Valdivino Tito e Leopoldo Pacheco;
- Na zona rural, construiu trinta unidades escolares, restaurou e ampliou as quatro já existentes e concluiu outras quatro;
- Implantou escola de datilografia, cinco escolas de artesanato, além de cursos de corte e costura e bordado.

Restaurou o Estádio Deusdedith Melo, tendo construído bilheterias, cadeiras, vestiários e gramado. Também construiu quadras poliesportivas e campos de futebol.
Na sua gestão, instalaram-se na cidade as representações locais da TELEPISA, do INSS e do Banco do Estado do Piauí  e foi oficializada a primeira bandeira do Município .
Voltou à administração municipal de Campo Maior, de 1983 a 1988, como Vice-Prefeito, e, na gestão seguinte, como Secretário de Educação.

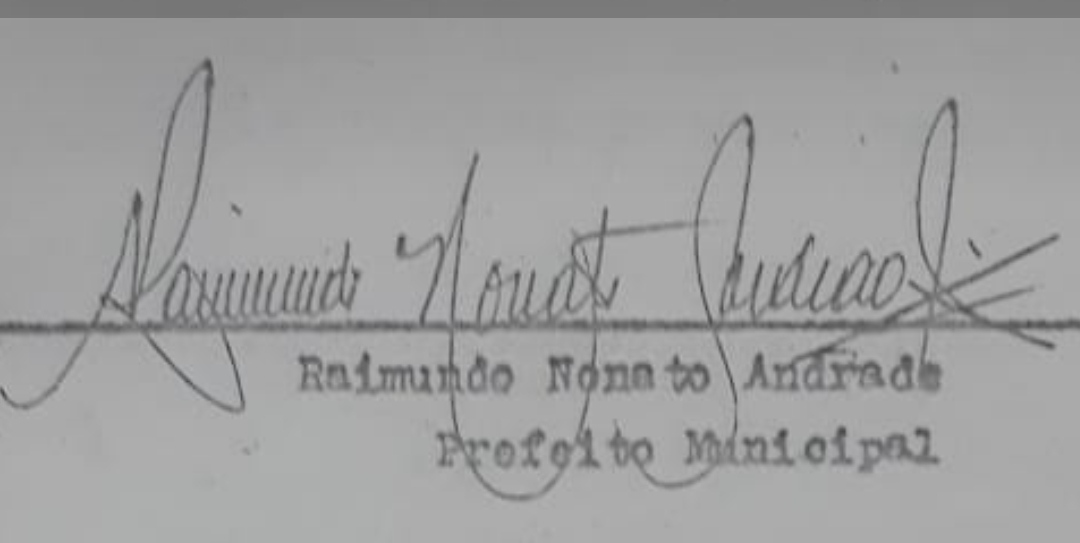
Assinatura em documento público, quando exercia o cargo de Prefeito de Campo Maior.

## Outras atividades públicas
Participou da fundação do Campo Maior Clube e do Iate Clube Laguna, tendo sido presidente dos dois. Também foi presidente do Comercial Atlético Clube. Participou do Lions Clube, inclusive como Presidente da Divisão L-1.
Após deixar a Prefeitura, assumiu a Diretoria do Departamento de 1º Grau da Secretaria Estadual de Educação, que tinha como titular o professor Wall Ferraz. Nesta função, presidiu a Comissão Municipal do Movimento Brasileiro de Alfabetização (Mobral) em Campo Maior, que tinha como seu coordenador estadual o professor Pedro Vasconcelos.
Em 1976, tomou posse como Diretor da Fundação Estadual de Trabalho. Nesta função, criou cooperativas, como a de redeiras em Pedro II e a de doceiras de Amarante. Coordenou várias participações do Piauí em feiras artesanais em todo o país, como na Feira da Providência, no Rio de Janeiro, na de Gramado, e ainda nas de Brasília, São Paulo e Fortaleza. Organizou também feiras intermunicipais de artesanato em várias cidades do Estado.
Em 1981, assumiu o cargo de Diretor Técnico da Secretaria de Trabalho e Promoção Social do Piauí.
Em 1986, assumiu o cargo de Subsecretário de Educação do Piauí, no governo Bona Medeiros.
Foi também membro do Conselho Estadual de Educação.

## Vida pessoal
Filho de José de Assis Andrade e Maria Rodrigues Andrade. Foi casado com Maria Mirtes Bona Andrade, com quem teve onze filhos. Faleceu em 16 de janeiro de 1999, de aneurisma da aorta.
Após a sua morte, foi homenageado com o batismo do Colégio Estadual Professor Raimundinho Andrade - CEPRA , e da cadeira nº 38 da Academia de Letras do Vale do Longá.